# アメリカ合衆国国務次官（公共外交・広報担当）
公共外交・広報担当国務次官（こうきょうがいこう・こうほうたんとうこくむじかん、Under Secretary of State for Public Diplomacy and Public Affairs）は、アメリカ合衆国国務省における役職の1つである。国務省のトップ10に位置し、広報業務と伝統的外交を組み合わせた公共外交が確実に実践されるように支援し、以てアメリカ合衆国の国益と安全保障を促進することを目的としている。教育文化局、広報局、国際情報計画局の3つの部局を統括する。また、次官の下には、政策・計画・資源事務局(Office of Policy, Planning and Resources for Public Diplomacy and Public Affairs)と公共外交諮問委員会(Advisory Commission on Public Diplomacy)が置かれている。
この役職は、ビル・クリントン政権時代の1999年10月1日に、1998年の外務改革・再編法（112 Stat.2681-776）1313条に基づいて創設された。
同法の第2305条（112 Stat. 2681-825）により、国務次官の数が5人から6人に増やされた。また、同法により広報文化交流局と武器管理軍縮局が廃止された。
次官の任命には上院の承認が必要である。
1999年10月1日から2019年8月29日までの期間のうち、上院の承認を受けた次官が在任していた期間は35.8%しかなかった。承認を受けた在任期間の平均は289日（約9.5ヶ月）である。2019年8月29日現在で、過去3つの政権を見てみると、ブッシュ政権の37.2%、オバマ政権の21.8%、トランプ政権の89.4%で承認済みの次官が不在となっている。

## 歴代次官
出典：
| #    | 氏名                                         | 氏名                                         | 任命           | 在任期間       | 在任期間       | 大統領                            |
| #    | 氏名                                         | 氏名                                         | 任命           | 着任           | 退任           | 大統領                            |
| ---- | -------------------------------------------- | -------------------------------------------- | -------------- | -------------- | -------------- | --------------------------------- |
| 1    | エヴリン・シモノウィッツ・リーバーマン       | エヴリン・シモノウィッツ・リーバーマン       | 1999年10月1日  | 1999年10月1日  | 2001年1月19日  | ビル・クリントン                  |
| 2    | 画像なし                                     | シャーロット・ビアーズ                       | 2001年10月1日  | 2001年10月2日  | 2003年3月28日  | ジョージ・W・ブッシュ             |
| 3    | マーガレット・デバーデレーベン・タトワイラー | マーガレット・デバーデレーベン・タトワイラー | 2003年12月15日 | 2003年12月16日 | 2004年6月16日  | ジョージ・W・ブッシュ             |
| 4    | カレン・パーフィット・ヒューズ               | カレン・パーフィット・ヒューズ               | 2005年8月2日   | 2005年8月15日  | 2007年12月14日 | ジョージ・W・ブッシュ             |
| 5    | ジェイムズ・グラスマン                       | ジェイムズ・グラスマン                       | 2008年6月5日   | 2008年6月10日  | 2009年1月16日  | ジョージ・W・ブッシュ             |
| 6    | ジュディス・マクヘイル                       | ジュディス・マクヘイル                       | 2009年5月22日  | 2009年5月29日  | 2011年7月      | バラク・オバマ                    |
| 代行 | キャサリン・スティーブンス                   | キャサリン・スティーブンス                   |                | 2012年2月6日   | 2012年4月4日   | バラク・オバマ                    |
| 7    | タラ・D・ソネンシャイン                      | タラ・D・ソネンシャイン                      |                | 2012年4月5日   | 2013年7月1日   | バラク・オバマ                    |
| 8    | リチャード・ステンゲル                       | リチャード・ステンゲル                       |                | 2014年2月11日  | 2016年12月7日  | バラク・オバマ                    |
| 代行 | ブルース・ウォートン                         | ブルース・ウォートン                         |                | 2016年12月8日  | 2017年7月      | バラク・オバマ ドナルド・トランプ |
| 9    | スティーブ・ゴールドスティーン               | スティーブ・ゴールドスティーン               | 2017年11月4日  | 2018年3月18日  | 2018年3月13日  | ドナルド・トランプ                |
| 代行 | ヘザー・ノーアート                           | ヘザー・ナウアート                           | 2018年3月18日  | 2018年3月18日  | 2018年10月10日 | ドナルド・トランプ                |
| 代行 | ミシェル・ジュダ                             | ミシェル・ジュダ                             | 2019年2月5日   | 2019年2月12日  | 2020年3月3日   | ドナルド・トランプ                |
| 代行 | ウルリッヒ・ブレチブール                     | ウルリッヒ・ブレチブール                     |                | 2020年3月3日   | 2020年9月28日  | ドナルド・トランプ                |
| 代行 |                                              | ニルダ・ペドロサ                             |                | 2020年9月28日  | 2021年1月20日  | ドナルド・トランプ                |
| 代行 | ミシェル・ジュダ                             | ジェニファー・ホール・ゴッドフリー           |                | 2021年1月20日  | 2022年4月1日   | ジョー・バイデン                  |
| 10   | エリザベス・アレン                           | エリザベス・アレン                           |                | 2023年6月15日  | 2024年8月2日   | ジョー・バイデン                  |
| 代行 | リー・サッターフィールド                     | リー・サッターフィールド                     |                | 2024年8月3日   | 2025年1月20日  | ジョー・バイデン                  |
| 代行 | ダレン・ビーティー                           | ダレン・ビーティー                           |                | 2024年2月4日   | 現職           | ドナルド・トランプ                |